# Принолофос
Принолофос (грч. Πρινόλοφος) је насељено место у општини Паранести у периферији Источна Македонија и Тракија, Грчка. Према попису из 2021. године било је 32 становника.
Принолофос је 1920. године имао 39 житеља Турака. Године 1923. турско становништво је принудно исељено у Турску а на њихово место су насељене грчке избегличке породице, којих је на попису из 1928. године било 75. Село се раније звало Гогчели.